# Glasinnengravur

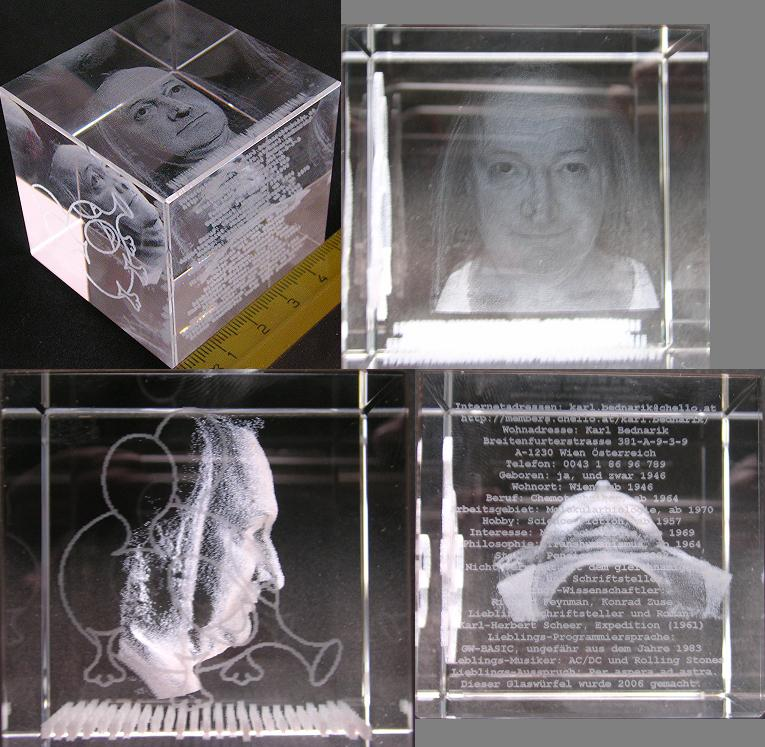
Glasinnengravur

Eine Glasinnengravur, auch Laserinnengravur oder Vitrographie genannt, ist ein Verfahren zur Darstellung von Abbildungen dreidimensionaler Körper innerhalb eines transparenten Festkörpers, oft 3D-Laser-Kristall genannt. Neben Glas können auch andere Materialien wie Saphir, Diamant, PMMA und Polycarbonat innengraviert werden.
Anders als bei der herkömmlichen, klassischen Fotografie, bei der ein zweidimensionales Abbild eines Gegenstandes, einer Person oder einer Szene zum Beispiel auf Fotopapier dargestellt wird, wird das 3D-Foto z. B. in einem Glasblock dargestellt und kann wie der Gegenstand oder die Person selbst, von allen Seiten betrachtet werden.

## Aufnahme
Die Aufnahme von Porträts kann beispielsweise mit einem 3D-Scanner gemacht werden, welcher nach dem Prinzip der Streifenprojektion das Gesicht einer Person erfasst. Die ermittelten Daten der dreidimensionalen Aufnahme werden mittels Software in eine Punktwolke umgewandelt. Die Datei enthält jeden einzelnen Punkt des Porträts angeordnet innerhalb eines dreidimensionalen Raums. Jeder dieser Punkte ist mit den dreidimensionalen Koordinaten X, Y und Z versehen.
Auch aus verschiedenen 2D-Fotos mit unterschiedlichen Perspektiven kann ein 3D-Modell errechnet werden, z. B. bei Sehenswürdigkeiten, die für einen Scanner zu groß sind.

## Gravur
Zur Erzeugung eines Bildpunktes wird ein Laserstrahl (oder Strahlenbündel) mittels eines Scanners über zwei mit Galvanometern betriebenen Spiegeln auf der X- und Y-Achse abgelenkt und mit einer Linse in das Innere des Glaskörpers fokussiert. Im Fokus ist die räumliche und zeitliche Energiedichte des gepulsten Laserstrahls so hoch, dass durch Ionisierung und Bildung von Plasma das Glas in einem Punkt thermisch zerstört (Rissbildung, Aufschmelzung und Verdampfung) wird, während der noch breite Strahl davor und dahinter weder den beiden Glasoberflächen noch der Fokussierlinse einen Schaden zufügt. Die entstehenden kleinen, wenige µm (Mikrometer) großen Punkte werden bei Tageslicht durch Lichtbrechung und -streuung als weiße Punkte sichtbar.
Drei mechanische Bewegungsachsen, wobei entweder das Objekt oder der Laserkopf mit Scanner bewegt wird, ermöglichen die Anordnung der Punkte an beliebigen Koordinaten im Glasblock. Durch die Anordnung vieler Punkte entstehen zwei- oder dreidimensionale Markierungen im Glas.
Für die Glasinnengravur wird ein gepulster Nd:YAG-Laser mit einer Wellenlänge von 1064 nm oder (frequenzverdoppelt) von 532 nm verwendet. Mit Pulswiederholfrequenzen zwischen 500 Hz und 3 kHz können theoretisch 500 bis 3000 Punkte pro Sekunde im Inneren des Glases erzeugt werden.
Das Glas muss eine glatte und polierte Oberfläche aufweisen, damit der Laserstrahl ungehindert ins Innere des transparenten Materials eindringen kann. Der Strahl würde sonst durch die nicht transparente Fläche des Glases diffus reflektiert bzw. abgelenkt werden.
Der Vorgang des Einscannens und des Laserns eines 3D-Porträts in einen Glasblock mit den Abmessungen 50 × 50 × 80 mm und einer Punktanzahl von zirka 180.000 bis 350.000 Punkten für ein Standard-3D-Porträtfoto dauert zirka 3–5 Minuten.

## Farbdarstellung
Die Vitrographie erzeugt kleine Strukturen im Glas, das amorphe Glas wird auskristallisiert und in sehr kleinen Punkten von wenigen µm Größe bei Tageslicht durch die Lichtbrechung als weiße Punkte sichtbar. Helligkeitsunterschiede werden durch die Punktabstände erzeugt: Viele Punkte sehr nah beieinander erscheinen als weiße Fläche, wenige Punkte mit etwas größerem Abstand erscheinen als graue Fläche. Das 3D-Porträt in Glas erscheint augenscheinlich als Schwarz-Weiß-Foto. Eine farbige Lasergravur ist derzeit noch nicht möglich. Die weißen Laserpunkte können lediglich durch LED-Beleuchtungen farbig angestrahlt werden, womit man einen Farbeffekt erzeugen kann.

## Anwendungsbeispiele

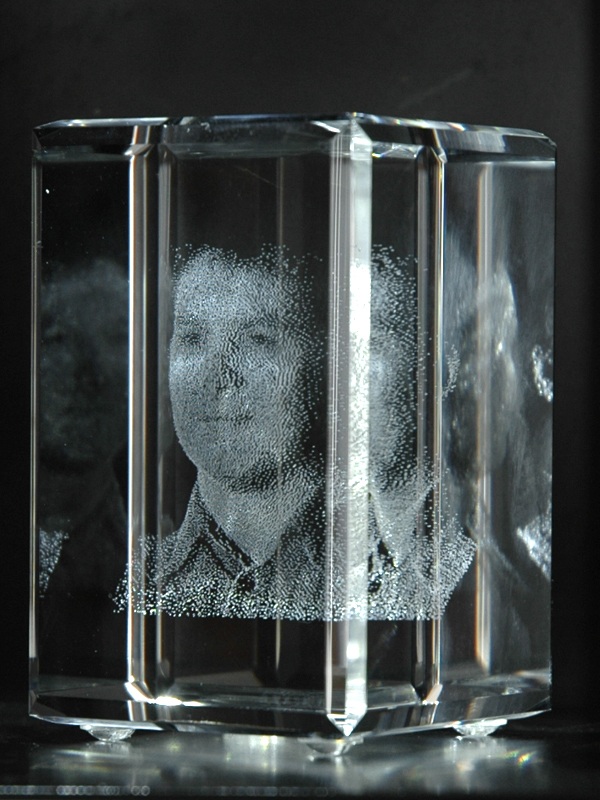
3D-Porträt in Glas, Abmessungen 50 × 50 × 80 mm, erstellt 2002 während der Olympischen Winterspiele in Salt Lake City/USA

Die Glasinnengravur bietet durch die Beschädigungsfreiheit der Oberfläche und die Lage der Gravur im Inneren eine hohe Beständigkeit gegenüber Einwirkungen auf der Oberfläche oder von außen. Schmutz und andere Beschädigungen (z. B. Graffiti oder Kratzer) zerstören und beschädigen nicht die Gravur.
- Bekannt sind Glasblöcke als Werbegeschenke mit dreidimensionalen Produktabbildern oder Firmenlogos im Inneren, Souvenirs (z. B. 3D-Eiffelturm in einem Glasblock). Eine weitere Anwendung sind Markierungen und Beschriftungen von Produkten aus Glas zur Fälschungssicherheit (z. B. Medikamentenfläschchen). Auch Fotos (gerasterte Bilder) oder 3D-Porträts in Glas können erzeugt werden.
- Die Technik der Glasinnengravur wurde auch bereits für die Umsetzung von dauerhaften und umweltbeständigen Kunstobjekten, wie zum Beispiel dem Grundgesetz 49 des israelischen Künstlers Dani Karavan, genutzt.

## Geschichte
Um 1971 haben russische Physiker erstmals mit Geschwindigkeiten von einem Punkt pro Sekunde (entspricht 1 Hertz) erste dreidimensionale Strukturen eingelasert. Russische und chinesische Laser-Hersteller haben bis Ende der 1990er Jahre Laser mit Pulswiederholfrequenzen um 30 Hertz angeboten. 1997 gelang es am Fraunhofer-Institut für Werkstoff- und Strahltechnik mittels Scannertechnik, eine Pulswiederholfrequenz von 500 Hz umzusetzen, wodurch eine kommerzielle Nutzung möglich wurde. Zur Fertigungsreife gebracht hat das Verfahren 1998 die Vitro Laser GmbH mit Sitz in Minden in Zusammenarbeit mit dem Fraunhofer-Institut für Lasertechnik (ILT) in Aachen.
Auf der Hannover Messe 1999 wurde anhand eines 3D-Scanners ein Gesichtsscan erzeugt, der anschließend in einen Glasblock graviert wurde. Heute gibt es nun weltweit zahlreiche Anbieter von 3D-Porträtgravuren in Glas.